# Ooia kinabaluensis
Ooia kinabaluensis är en kallaväxtart som först beskrevs av Josef Bogner, och fick sitt nu gällande namn av S.Y.Wong och Peter Charles Boyce. Ooia kinabaluensis ingår i släktet Ooia och familjen kallaväxter. Inga underarter finns listade.